# Canton de Sizun
Le canton de Sizun était une division administrative française, située dans le département du Finistère et la région Bretagne, il fut supprimé en 2015 après le redécoupage.

## Composition
Le canton de Sizun regroupe les communes suivantes :
| Nom               | Code Insee | Codepostal | Superficie (km2) | Population (dernière pop. légale) | Densité (hab./km2) |
| ----------------- | ---------- | ---------- | ---------------- | --------------------------------- | ------------------ |
| Sizun (chef-lieu) | 29277      | 29450      | 58,14            | 2 234 (2012)                      | 38                 |
| Commana           | 29038      | 29450      | 39,90            | 1 108 (2012)                      | 28                 |
| Locmélar          | 29131      | 29400      | 15,55            | 444 (2012)                        | 29                 |
| Saint-Sauveur     | 29262      | 29400      | 13,24            | 793 (2012)                        | 60                 |

## Histoire

### Conseillers généraux de 1833 à 2015
- De 1833 à 1848, les cantons de Landivisiau et de Sizun avaient le même conseiller général. Le nombre de conseillers généraux était limité à 30 par département[1].

| 1833 - 1848 : voir Canton de Landivisiau |                    |                                 |              | |
| 1848                                     | 1863 (décès)       | Gabriel Boucher (1796-1863)     |              | Fabricant de toiles, juge de paix du canton de Sizun, conseiller d'arrondissement                                          |
| 1870                                     | 1871               | Michel Le Bourg                 |              | Notaire à Sizun, suppléant du juge de paix                                                                                 |
| 1871                                     | 1883               | Léon Le Roux (fils) (1837-1912) | Républicain  | Négociant à Landivisiau Nommé Consul de France à Manchester puis à Shanghaï, Hong-Kong et Macao                            |
| 1883                                     | 1895               | Jean-Pierre Le Bras (1829-1914) | Républicain  | Propriétaire, juge de paix Maire de Sizun (1880-1892)                                                                      |
| 1895                                     | 1907               | Louis Riou (1859-1910)          | Droite       | Propriétaire cultivateur à Commana                                                                                         |
| 1907                                     | 1919               | Paul Charreteur                 | Républicain  | Maire de Sizun (1900-1919) Conseiller d'arrondissement                                                                     |
| 1919                                     | 1923 (disparition) | Pierre Quéméneur                | Républicain  | Commerçant à Saint-Sauveur                                                                                                 |
| 1925                                     | 1940               | Pierre Mazé                     | Rad.         | Médecin Député (1932-1936) Sous-secrétaire d’État (1936) Secrétaire général du Parti radical Conseiller municipal de Sizun |
|                                          |                    |                                 |              | |
| 1943                                     | 1945               | Jean-François Abgrall           | Rad.         | Cultivateur Maire de Saint-Sauveur (1919-1943) Conseiller d'arrondissement Nommé conseiller départemental en 1943          |
|                                          |                    |                                 |              | |
| 1945                                     | 1946 (décès)       | Pierre Mazé                     | Rad.         | Médecin Maire de Sizun (1945-1946)                                                                                         |
| 18 juin 1946                             | 1981 (démission)   | François Manac'h                | SFIO puis PS | Maire de Commana (1945-1981)                                                                                               |
| 1981                                     | 1988               | François Pouliquen              | PS           | Éleveur Conseiller municipal de Sizun                                                                                      |
| 1988                                     | 1991 (décès)       | Jean Le Saint (1920-1991)       | DVD          | Officier de l'armée de terre Maire de Commana (1983-1991)                                                                  |
| 1991                                     | 2008               | Jean-Pierre Breton              | RPR          | Agriculteur à Kerroc'h Maire de Sizun (depuis 1989)                                                                        |
| 2008                                     | 2015               | Francis Estrabaud               | PS           | Inséminateur Maire de Commana (2014-2020)                                                                                  |

### Conseillers d'arrondissement (de 1833 à 1940)
| Période                                  | Période          | Identité                               | Étiquette               | Qualité |
| ---------------------------------------- | ---------------- | -------------------------------------- | ----------------------- | --- |
| 1833                                     | 1840 (décès)     | Gabriel Dominique Quéinnec (1791-1840) |                         | Propriétaire, fabricant de toiles, cultivateur, maire de Sizun                                              |
| 1840                                     | 1848             | Gabriel Boucher (1796-1863)            |                         | Fabricant de toile, juge de paix à Sizun                                                                    |
|                                          |                  |                                        |                         | |
| 1871                                     |                  | M. Rannou                              |                         | Adjoint au maire de Sizun                                                                                   |
|                                          |                  |                                        |                         | |
|                                          | 1892             | Jean-François Sanquer                  | Droite monarchiste      | Cultivateur, propriétaire à Sizun                                                                           |
| 1892                                     | 1898             | Toussaint Daniel                       | Républicain             | Notaire, maire puis conseiller municipal de Commana                                                         |
| 1904                                     | 1907             | Paul Charreteur                        | Républicain ministériel | Maire de Sizun                                                                                              |
| 1907                                     | 1910             | Jean-François Cleuziou                 | Conservateur            | Propriétaire cultivateur à Commana                                                                          |
| 1910                                     | 1912 (démission) | Jean-Pierre Pouliquen                  | Rad.                    | Suppléant du juge de paix de Sizun, nommé juge de paix à Saint-Thégonnec                                    |
| 1912                                     | 1919             | Alfred Le Rouge de Rusunan             | Républicain             | Greffier de la justice de paix, Sizun (maire de 1919 à 1927)                                                |
| 1919                                     | 1925 (démission) | Pierre Kerébel (1880-1957)             | RG                      | Clerc de notaire puis minotier, adjoint au maire de Sizun                                                   |
| 1925                                     | 1940             | Jean-François Abgrall (1886-1973)      | Républicain radical     | Cultivateur, maire de Saint-Sauveur                                                                         |
| 1940                                     |                  |                                        |                         | Les conseils d'arrondissement ont été suspendus par la loi du 12 octobre 1940 et n'ont jamais été réactivés |
| Les données manquantes sont à compléter. |                  |                                        |                         | |

## Démographie
| 1962  | 1968  | 1975  | 1982  | 1990  | 1999  | 2006  | 2011  | 2012  |
| ----- | ----- | ----- | ----- | ----- | ----- | ----- | ----- | ----- |
| 4 939 | 4 574 | 4 051 | 3 902 | 3 898 | 3 943 | 4 273 | 4 586 | 4 579 |